# Morvarc'h
Morvarc’h (en bretón: «caballo de mar») es el nombre de un caballo fantástico del folclore bretón, presente en cuentos y leyendas. Si bien su nombre aparece en fuentes más antiguas, está reinterpretado por Charles Guyot, que lo nombra Morvark en su versión de la leyenda de la ciudad de Ys en 1926. Pertenece a la «reina del norte» Malgven, que se lo regala a su esposo el rey Gradlon. Dotado de la facultad de galopar sobre las olas, Morvarc'h está descrito como cubierto de sombras y expira llamas por las fosas nasales. Aparece también en un cuento popular bretón de la leyenda del rey Marc’h de Cornualles. Durante una cacería el caballo muere por una flecha de su dueño, pero Dahud, la hija de Malgven, le resucita con uno de sus sortilegios. 
La leyenda de Morvac'h, que es de Cornualles, ha inspirado estatuas ecuestres en el municipio de Argol y sobre la catedral Santa-Corentin de Quimper.

## Étimologia
El nombre de Morvarc'h significa «caballo de mar» o «caballo marino» en lengua bretona. Aparece en el diccionario de Grégoire de Rostrenen, publicado en 1732. Este nombre suscita confusiones en lengua bretona, porque según los casos, puede también designar la morsa o la ballena.

## En las leyendas bretonas
El caballo Morvarc'h aparece en dos leyendas bretonas recuperadas en los siglos XIX y XX: la de la ciudad de Ys con Malgven y Gradlon, y la del rey Marc'h de Cornualles (Bretaña). Este nombre es citado igualmente en el Barzaz Breiz, sin vínculo aparente con ambos relatos.

## Análisis
El caballo Morvarc'h es un ayudante imprescindible en el relato de la leyenda de la ciudad de Ys. Como mucho otros caballos del folclore bretón, está ligado al agua y al mar. De los relatos de caballos que atraviesan la mar de la mitología céltica, con respecto a las tradiciones populares celtas, varios citan caballos maléficos venidos del agua.
Yann Brékilien asimila el caballo de Gradlon y el del rey Marc'h como el mismo animal, que describe como llevando una gualdrapa negra, y capaz de galopar sobre el agua. Para Gaël Milin, aunque el cuento del rey Marc'h se ha relacionado a menudo con el del rey Midas con sus orejas de asno, las orejas de Marc'h son posiblemente una marca de legitimidad de la función de soberano.

## Representaciones en el arte

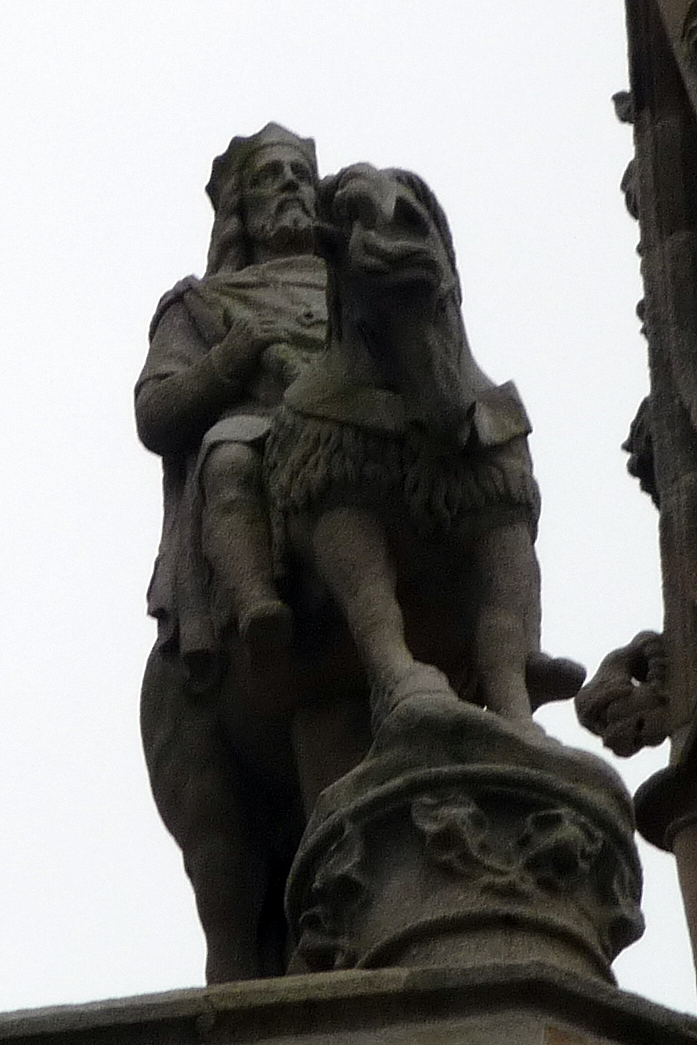
Estatua équestre del rey Gradlon en la catedral de Quimper.

Los primeras representaciones posibles de Morvarc'h son antiguas, ya que una estaba en la catedral Santa-Corentin desde el siglo XV y fue destruida durante la Revolución francesa, como otros objetos de arte considerados como monárquicos. Una nueva estatua, esta vez en granito, tomó el lugar de la anterior en 1858.

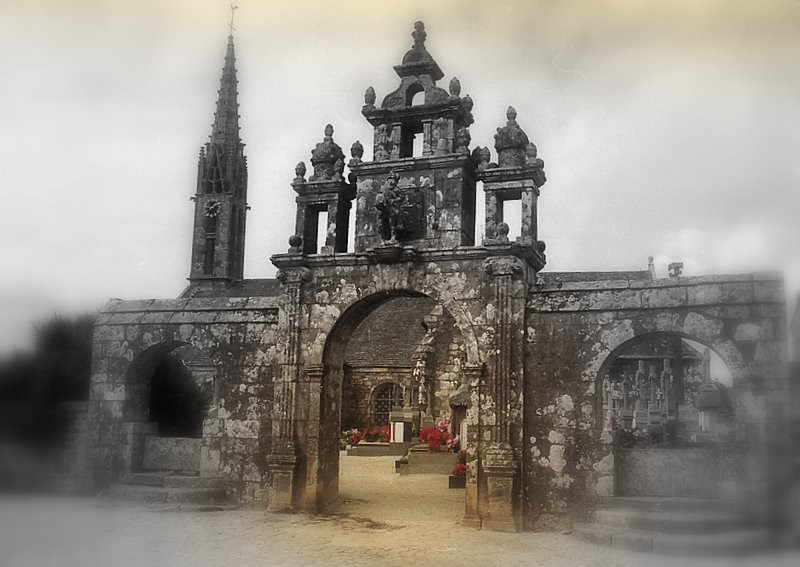
Arco de triunfo a la estatua ecuestre del rey Gradlon, a la entrada de la iglesia Saint-Pierre-y-Santo-Paul de Argol.

## En obras modernas
El caballo Morvarc'h está retomado en novelas, pero también en música. Dan Ar Braz ha titulado el sexto corte de su disco Douar Nevez, por Morvarc'h (caballo de mar). Las novelas que retoman la leyenda de la ciudad de Ys son más a menudo pseudo-históricas, y homenajean a las leyendas de Bretaña. Morvarc'h da su nombre al libro de André El Ruyet, Morvarc'h caballo de mar (1999, reedición 2011), que cuenta el recorrido iniciático de un parisino que descubre el mundo celta.  Se lo encuentra también en Esta tarde en Cornebise, novela de Suzanne Salmon donde los protagonistas contactan con el espíritu de Dahut.